# بیمارستان عمومی بی پارک
بیمارستان عمومی بی پارک (به انگلیسی: Bay Park Community Hospital) بیمارستانی عمومی در کشور ایالات متحده آمریکا است است.